# Cservirág nyálkagomba
A cservirág nyálkagomba (Fuligo septica) az Amoebozoa törzs Physaraceae családjába tartozó faj.

## Képek

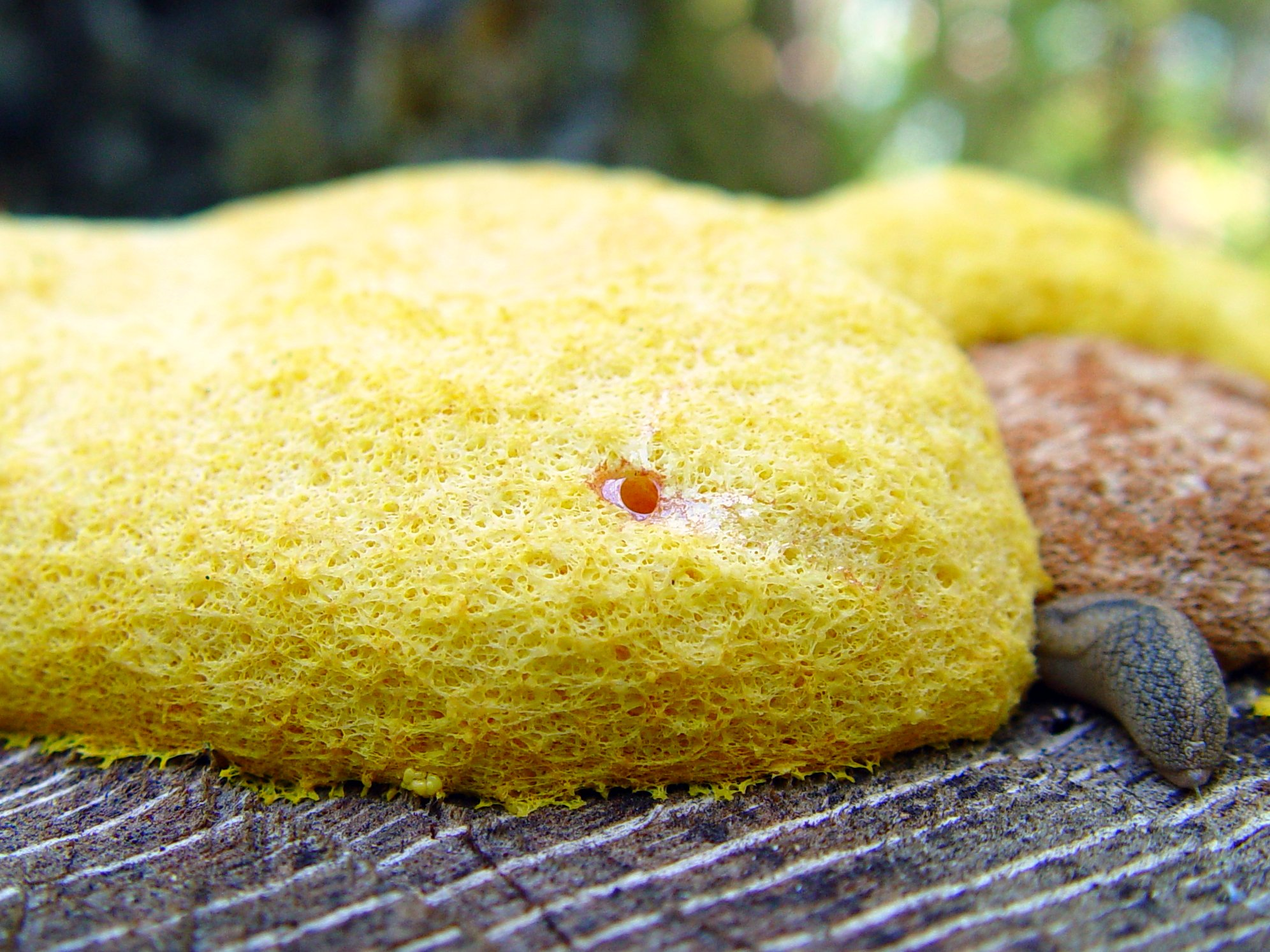
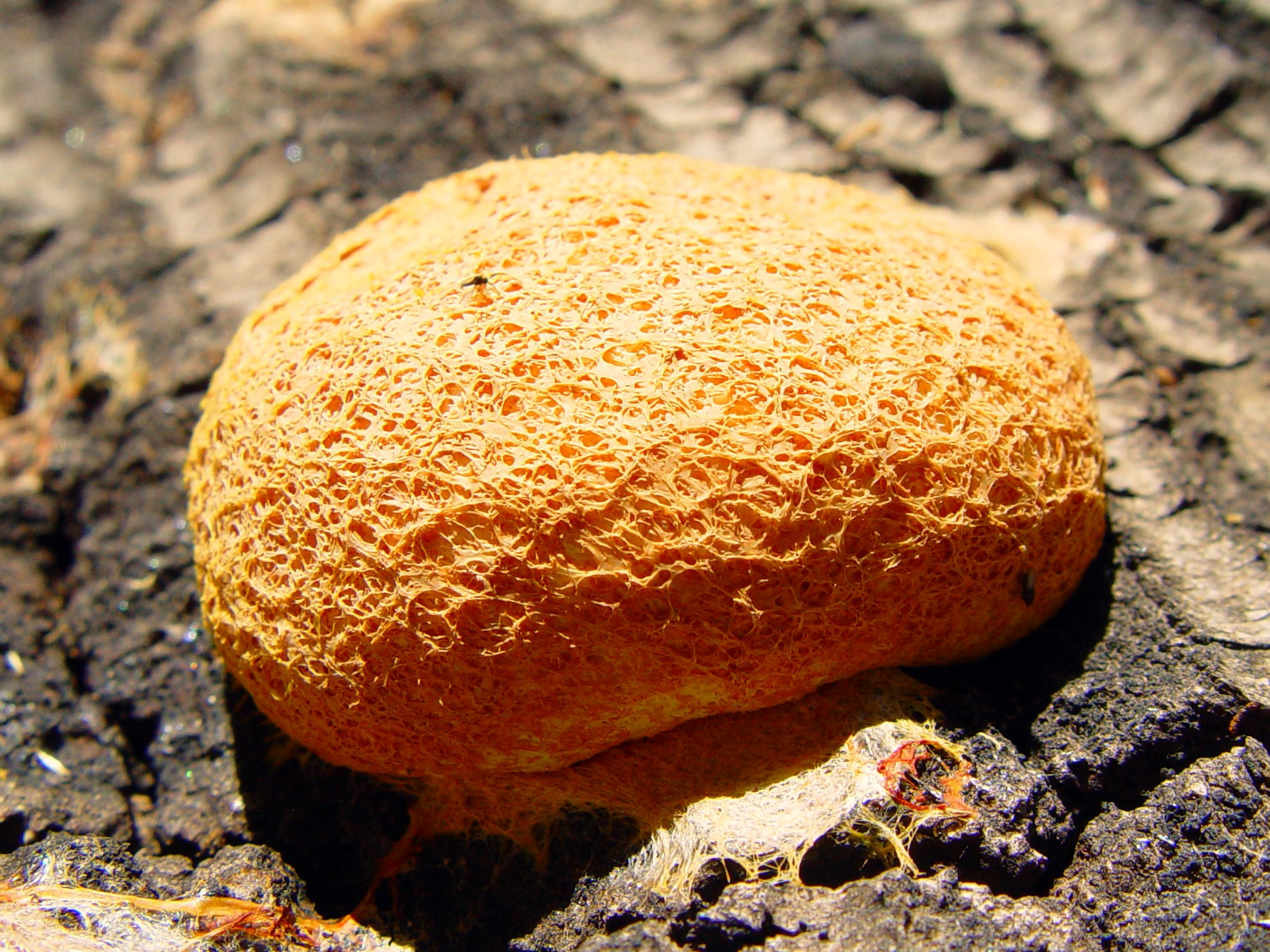
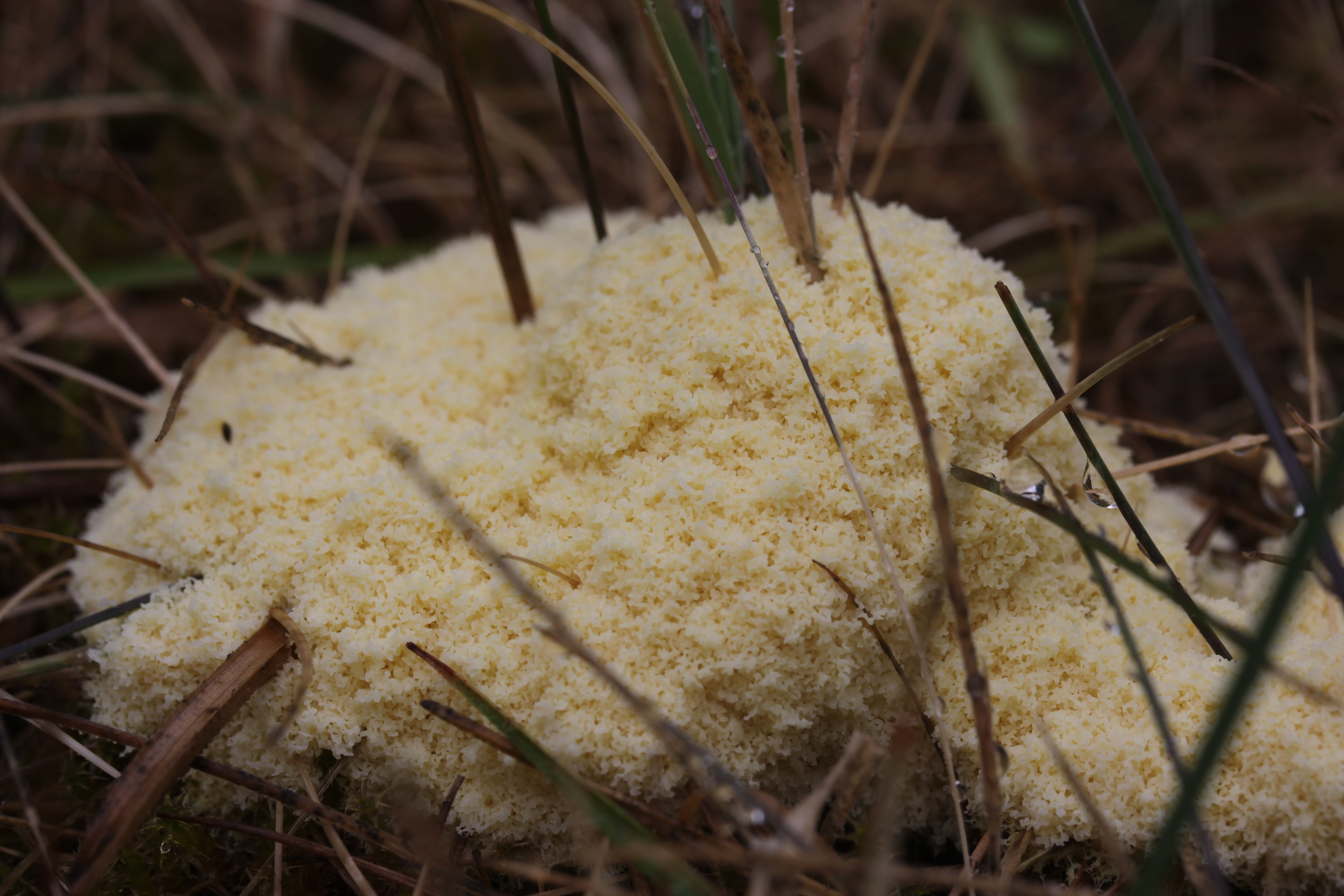
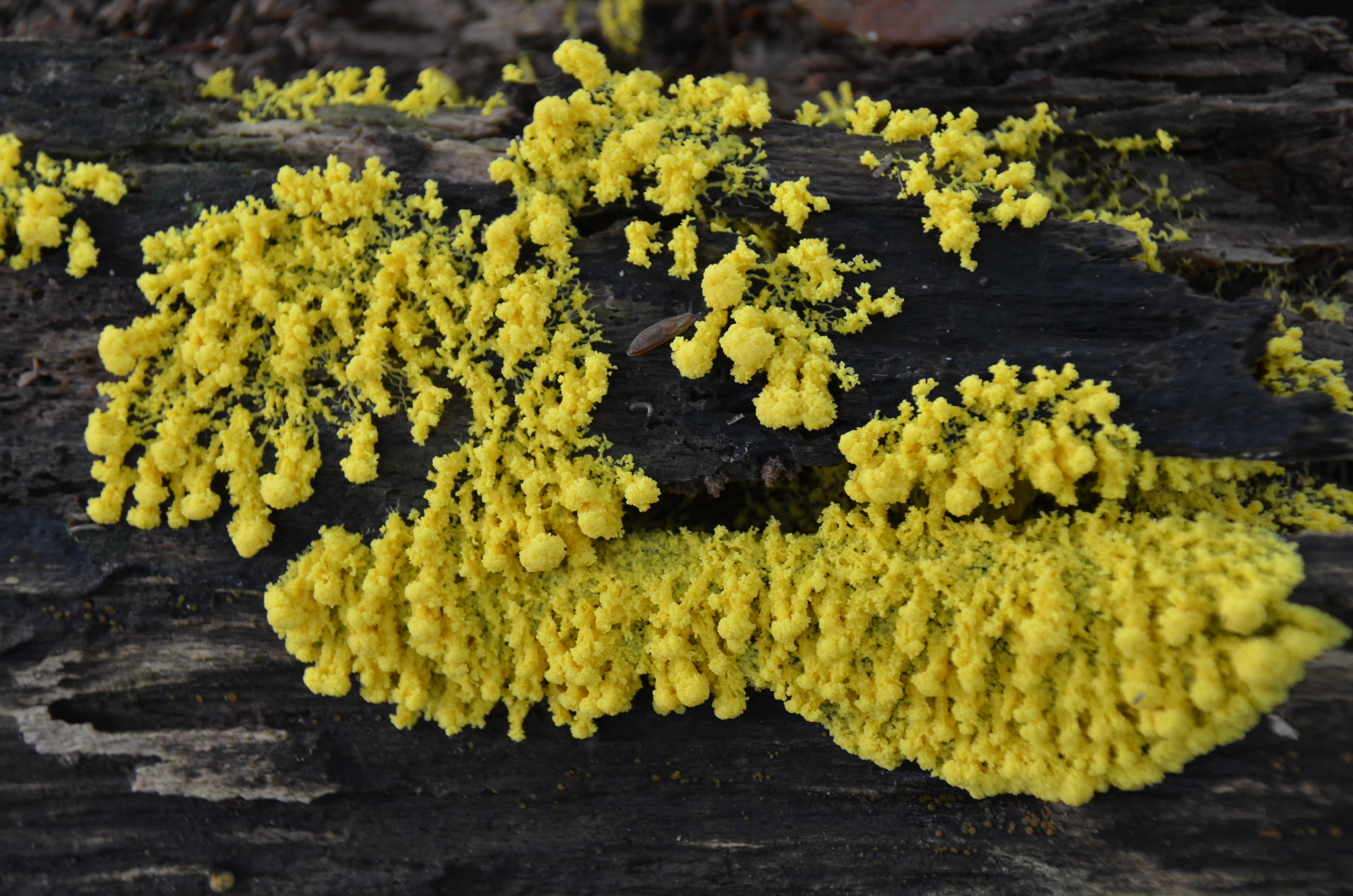
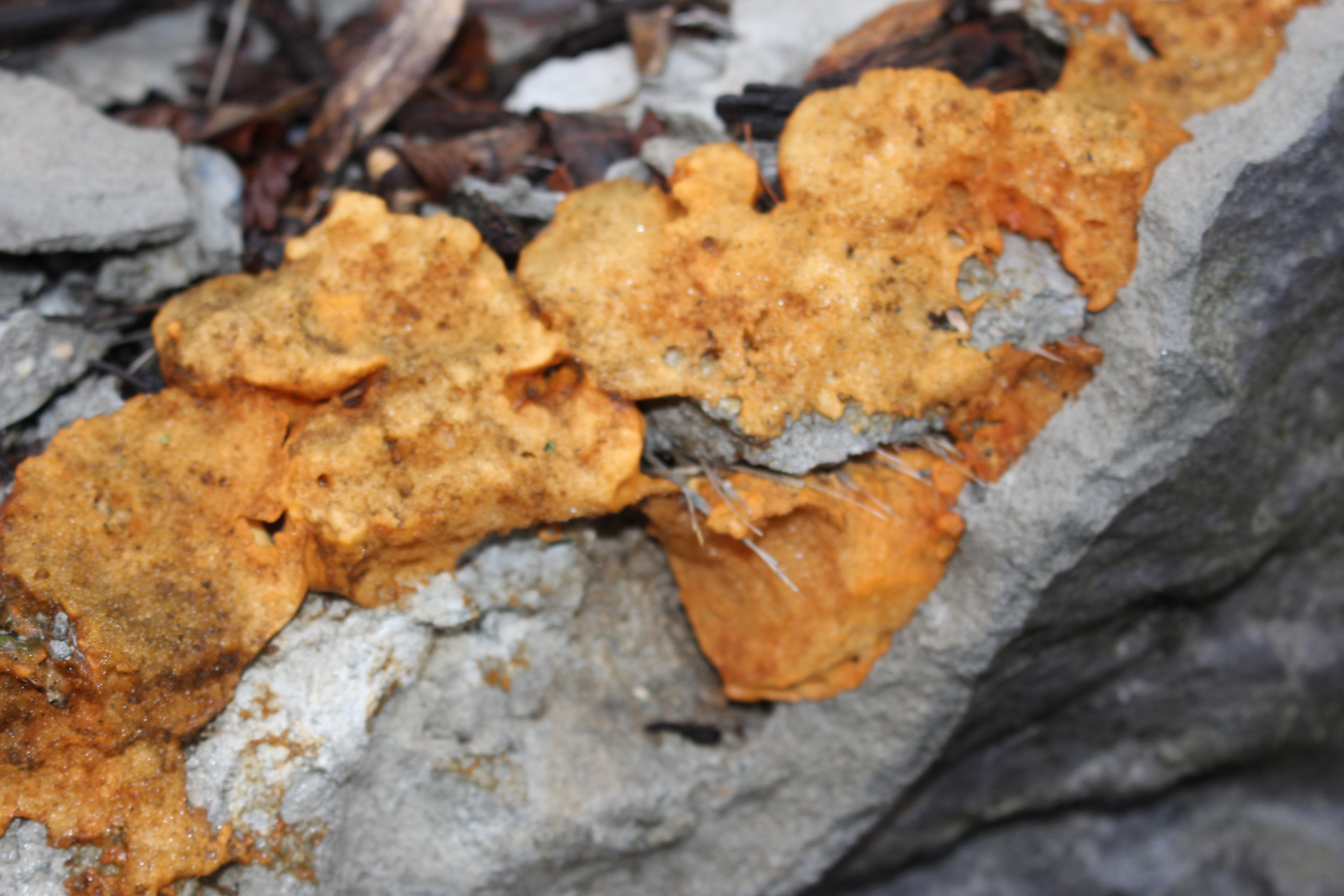

## Tudnivalók
A cservirág nyálkagomba az egész világon megtalálható; persze ott, ahol elegendő esőzés és fásszárú növényzet van. A cservirág nyálkagombát számos közreműködő, egysejtű élőlény alkotja. A tápanyagok felkutatásához, lassú helyváltoztatásra is képes. A színezete a fehértől a sárgásszürkéig változik. Az átmérője általában 2,5-20 centiméter közötti és 1-3 centiméter vastag. A puha, nyálkás massza a szaporodásakor szivacsszerűvé válik és sötétebb árnyalatú lesz, továbbá kinőnek a spóratartói. A sötét spóráit főleg a szél, de a pudvabogarak (Latridiidae) is szórják szét. A száraz időszakban rejtőzködik, esőzések után látható.

### Fordítás
- Ez a szócikk részben vagy egészben  a   Fuligo septica című angol Wikipédia-szócikk ezen változatának fordításán alapul.  Az eredeti cikk szerkesztőit annak laptörténete sorolja fel. Ez a jelzés csupán a megfogalmazás eredetét és a szerzői jogokat jelzi, nem szolgál a cikkben szereplő információk forrásmegjelöléseként.